# Flamoúdi
Flamoúdi är en ort i Cypern.   Den ligger i distriktet Eparchía Ammochóstou, i den nordöstra delen av landet, 50 km nordost om huvudstaden Nicosia. Flamoúdi ligger 100 meter över havet och antalet invånare är 158. Den ligger på ön Cypern.
Terrängen runt Flamoúdi är kuperad söderut, men norrut är den platt. Havet är nära Flamoúdi åt nordväst. Trakten runt Flamoúdi är ganska glesbefolkad, med 25 invånare per kvadratkilometer. Närmaste större samhälle är Tríkomo, 12,6 km söder om Flamoúdi. Trakten runt Flamoúdi är i huvudsak ett öppet busklandskap.